# سلی شاهور

سلی شاهور

سُلی شاهوَر (به انگلیسی: Soli Shahvar، به عبری: ד"ר סולי שאהוור) مدیر مرکز عزری برای مطالعات ایران و خلیج فارس و استاد مطالعات ایران در گروه مطالعات خاورمیانه در دانشگاه حیفا است.

## زندگی
سلی شاهور، پژوهشگری ایرانی-اسراییلی است که در کودکی همراه با خانواده به اسراییل کوچ کرده و اکنون مدیر بخش پژوهش‌های ایران و خلیج پارس در دانشگاه حیفا است. او دارای مدرک کارشناسی ارشد از دانشگاه تل آویو و مدرک دکترا از مدرسه مطالعات شرقی و آفریقایی (SOAS)، دانشگاه لندن است. وی رساله دکتری خود را با عنوان «تشکیل خط تلگراف هند و اروپایی: بریتانیا، امپراتوری عثمانی و ایران، ۱۸۵۵–۱۸۶۵م» زیر نظر دکتر Malcolm و دکتر Burrell در سال ۱۹۹۷ دفاع کرد.

## فعالیت
دکتر شاهور عضو تعدادی از انجمن‌های علمی بین‌المللی و جوامع، و یک داور برای طیف وسیعی از بدنه‌های دانشگاهی، نشریات دوره‌ای و ناشران محلی و بین‌المللی است. او همچنین مشاور و تحلیلگر برای نهادهای مختلف در داخل و خارج از اسرائیل، و مفسر در امور ایران، اسرائیل و خاورمیانه برای اسرائیل و رسانه‌های بین‌المللی به زبان عبری، انگلیسی و فارسی است.

## تألیفات

### کتب
- مدارس فراموش شده (بهاییان و آموزش و پرورش نوین در ایران ۱۸۹۹–۱۹۳۴)، مترجم: حوری وش رحمانی، نشر باران، ۱۳۹۲[۶]
- بهائیان ایران، ماوراء خزر و قفقاز، جلد نخست:نامه افسران روسی و مقامات - جلد دوم:گزارش‌ها و مکاتبات مقامات روسیه، انتشارات I.B. Tauris، لندن و نیویورک، ۲۰۱۱[۷]
- خلیج فارس: جهت‌های نو در تحقیقات، سلی شاهور و دیگران، انتشارات Pardes، حیفا[۸]

### مقالات
- ارتباطات، الحاق گرایی قاجار و راهبردهای هند بریتانیا: تلگراف سواحل مکران و سیاست بریتانیا شامل ایران در شرق (بلوچستان)، در دو بخش، نشریه مطالعات ایران، دوره ۳۹، شماره ۳ و ۴، سپتامبر و دسامبر ۲۰۰۶[۹]
- برخورد با ایران در حال حاضر بیشتر از گذشته، نشریه نقد و بررسی ژئوپولیتیک ایتالیا، شماره ۲، سال ۲۰۰۶، صفحه ۱۴ (به زبان ایتالیایی)[۱۰]